# میدان جاه
میدان جاه، روستایی از توابع بخش سرباز شهرستان سرباز در استان سیستان و بلوچستان ایران است.

## جمعیت
روستای میدانجاه از توابع دهستان کیشکور شهرستان سرباز باجمعیتی بالغ بر850 نفر و167 خانوار  طبق آمار مرکز بهداشت ان شهرستان؛ که روستای میدانجاه وجود این تعداد جمعیت بخاطر اینکه سطح سواد  اهالی بخاطرنبود امکانات پایین می‌باشد  متأسفانه از چشم بسیاری ازمسولان محترم مخفی مانده است ونسبت ب ان  بی‌توجه  هستند جاده روستا خاکی است و  امکان تردد در ان بسیار مشکل می‌باشد.